# Kent Rominger
Kent Vernon Rominger (Del Norte, 7 augustus 1956) is een voormalig Amerikaans ruimtevaarder. Rominger zijn eerste ruimtevlucht was STS-73 met de spaceshuttle Columbia en vond plaats op 20 oktober 1995. Tijdens de missie werd er voor de tweede keer wetenschappelijk onderzoek gedaan in de United States Microgravity Laboratory (USML-2), een speciaal aangepaste Spacelab module. 
Rominger maakte deel uit van NASA Astronautengroep 14. Deze groep van 24 ruimtevaarders begon hun training in 1992 en had als bijnaam The Hogs.
In totaal heeft Rominger vijf ruimtevluchten op zijn naam staan, waaronder missies naar het Internationaal ruimtestation ISS. In 2006 verliet hij NASA en ging hij als astronaut met pensioen. 